# Borgharen
Borgharen, en limbourgeois Hare, est un quartier de l'arrondissement nord-est de la ville de Maastricht. En 2007, Borgharen comptait environ 1 800 habitants.

## Géographie

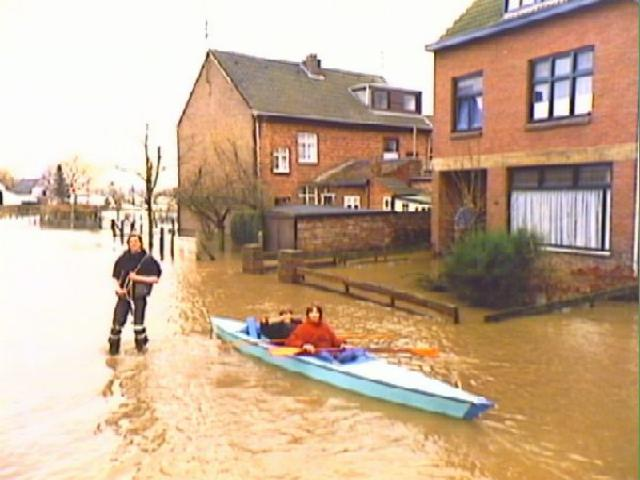
Inondation à Borgharen, 1993

Borgharen est situé au nord de Maastricht, sur une île comprise entre la Meuse et le Canal Juliana.
Itteren, au nord, se trouve sur cette même île. À l’est, le quartier est bordé par le quartier Beatrixhaven, au sud-est par le quartier Limmel et au sud-ouest par le quartier de Boschpoort. Enfin, à l’ouest et au nord-ouest, le quartier est à la frontière avec la Belgique.
Afin de prévenir les nombreuses inondations dont pâtissait le village, des digues ont été construites à la fin du XXe siècle tout autour du village, créant ainsi une île préservée des hautes eaux.

## Histoire
Selon une étude génétique menée sur des squelettes francs dans le cimetière de Borgharen, les Francs mérovingiens appartenait majoritairement aux haplogroupes J2a(2/3) et J2b(1/3). Du fait que des artéfacts pannoniens ont été retrouvés dans les tombes de Borgharen, certains généticiens ont proposé un lien entre les Francs de Borgharen et les Pannoniens de la culture de Kyjatice, ces derniers appartenant eux aussi à l'haplogroupe J2a et étant proche des Français autosomiquement.
Ancienne commune indépendante du Limbourg, Borgharen est depuis le 1er juillet 1970 un quartier de Maastricht. Le village est toutefois situé en dehors de l'agglomération bâti de la ville.

## Démographie
En 2001, Borgharen comptait 1814 habitants. La zone construite représentait 0,34 km², avec 732 résidences.

## Galerie

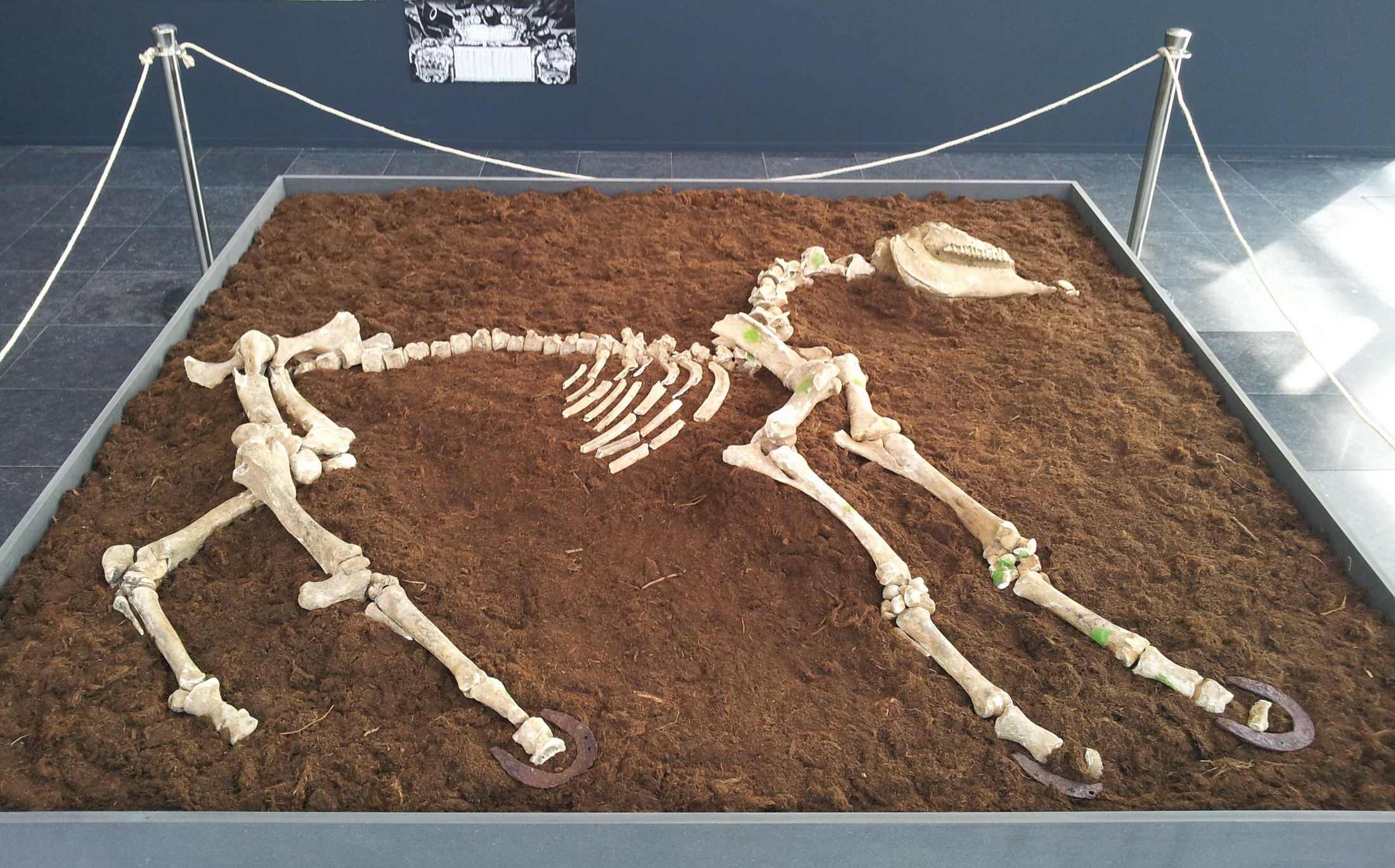
Squelette de cheval trouvé en 2010. Probablement enterré après le siège de 1632.
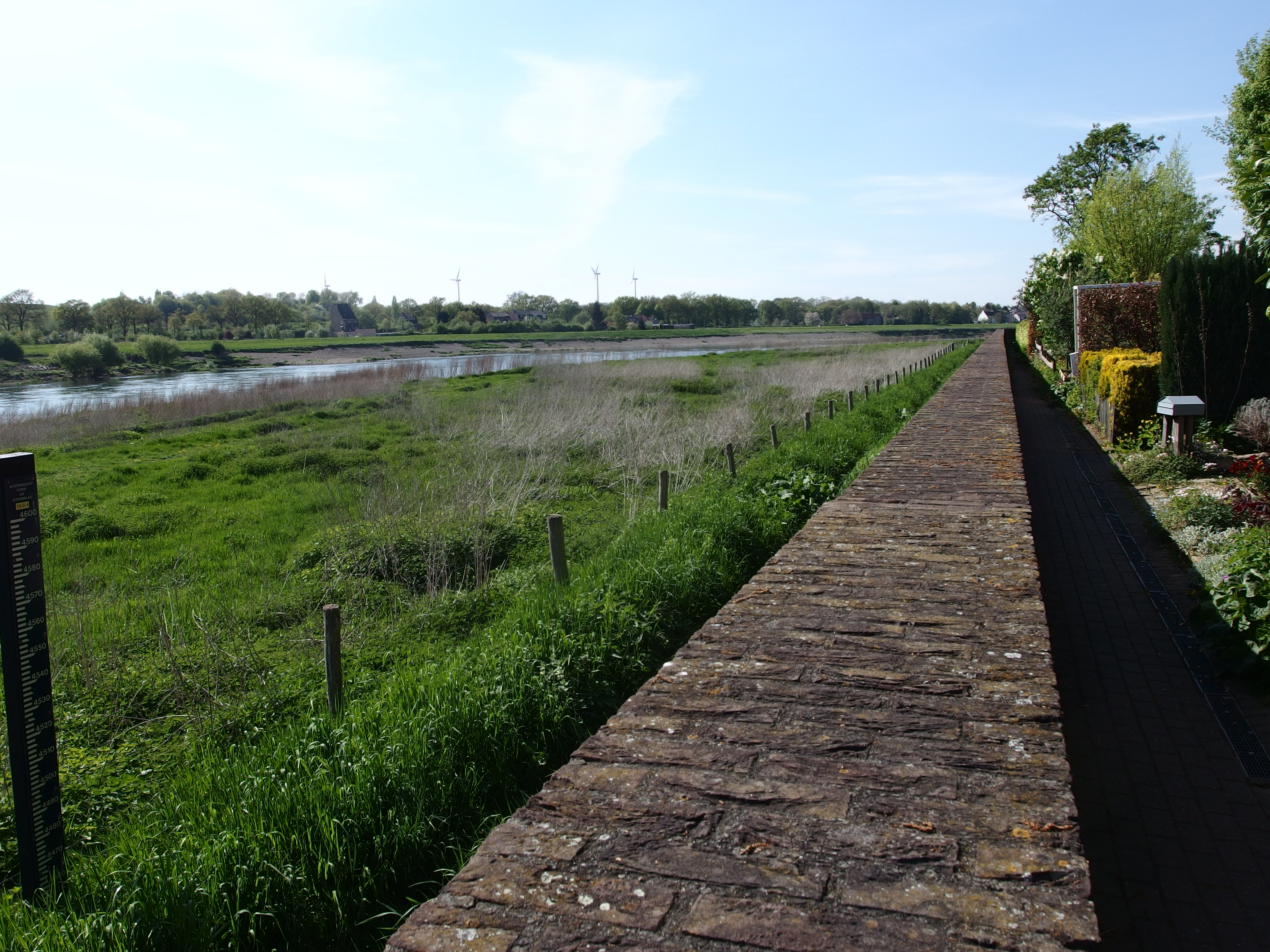
Mur à la levée de la Meuse.
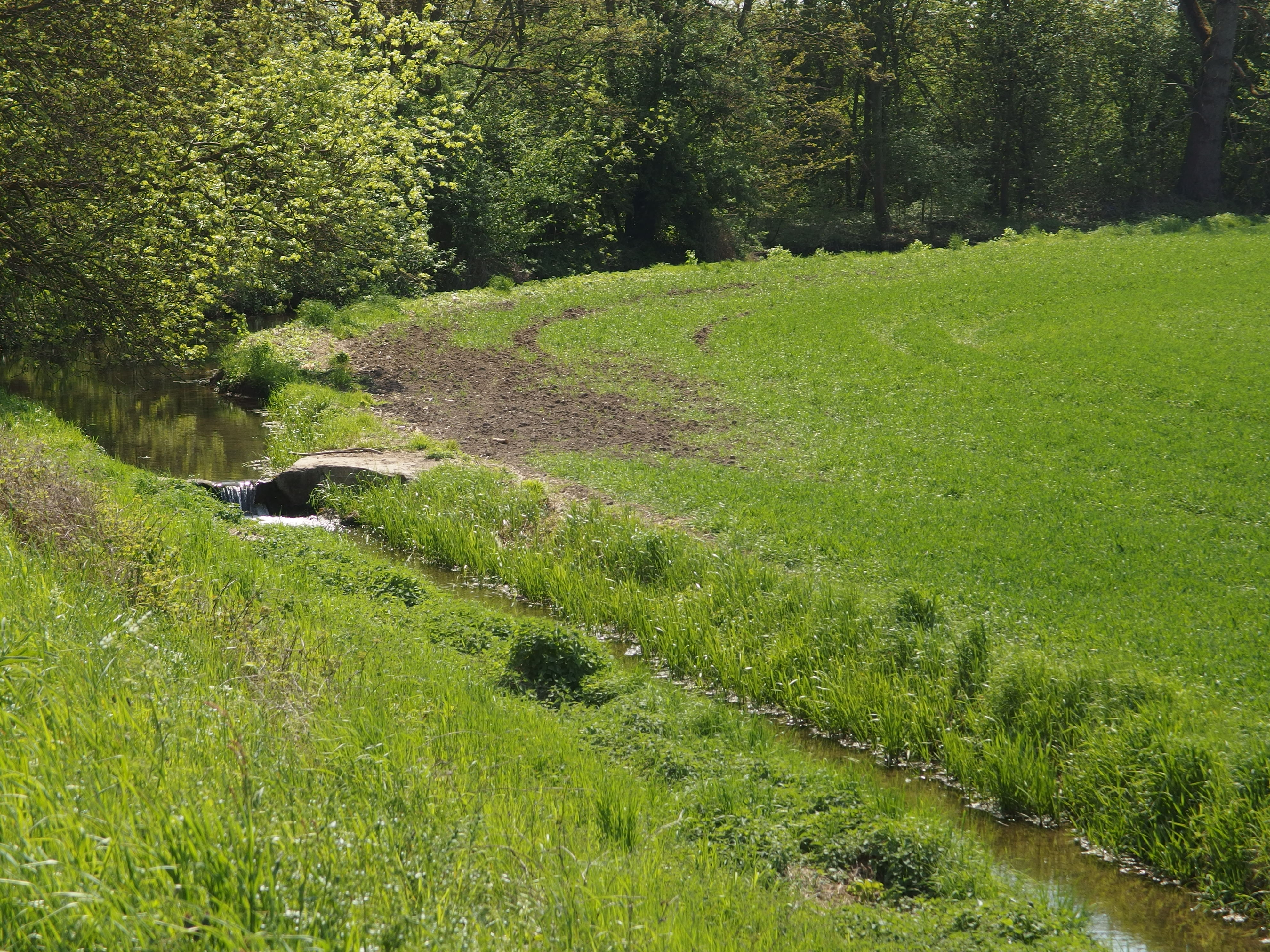
Le Kanjel à Borgharen.
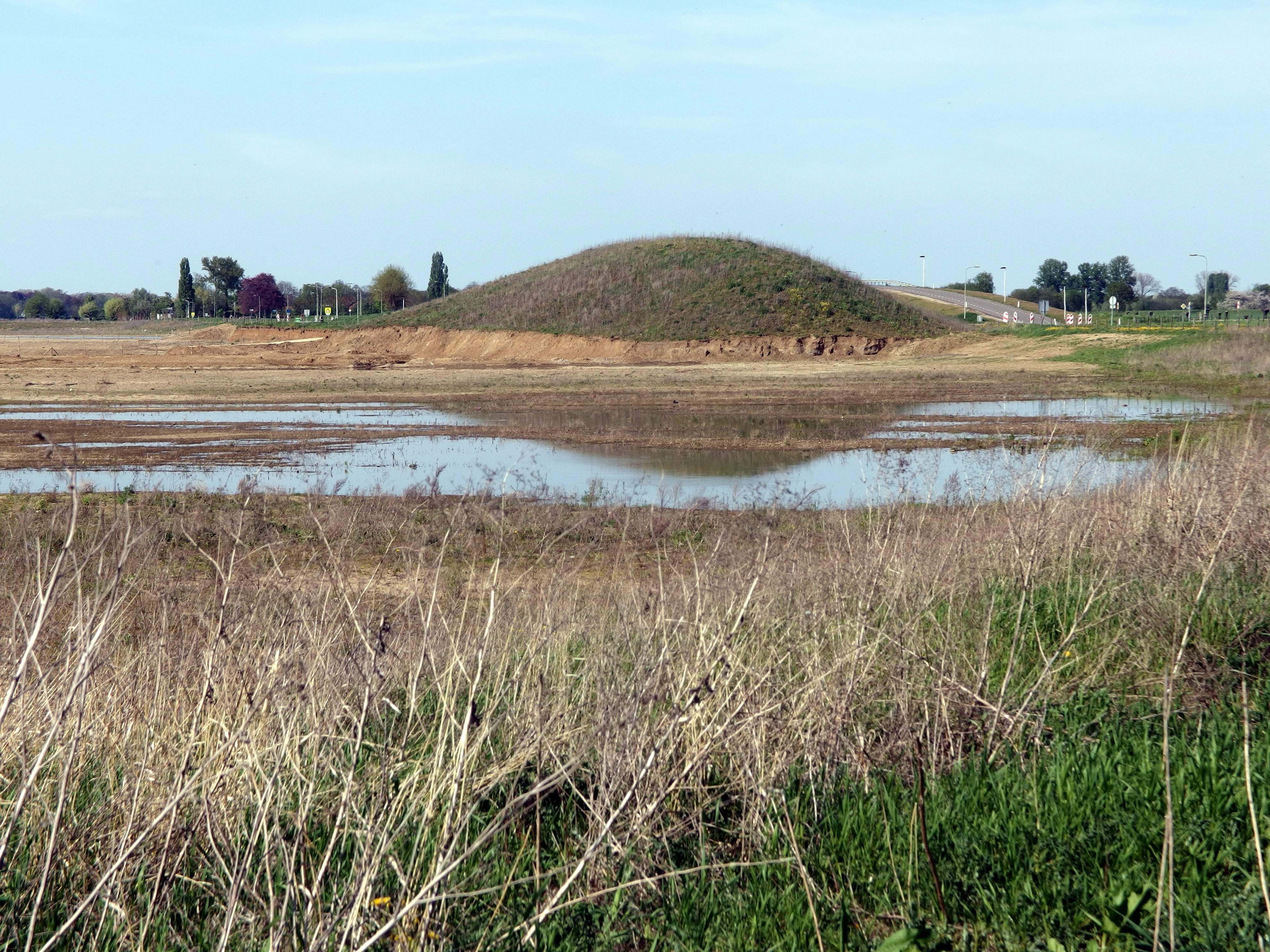
Projet Grensmaas
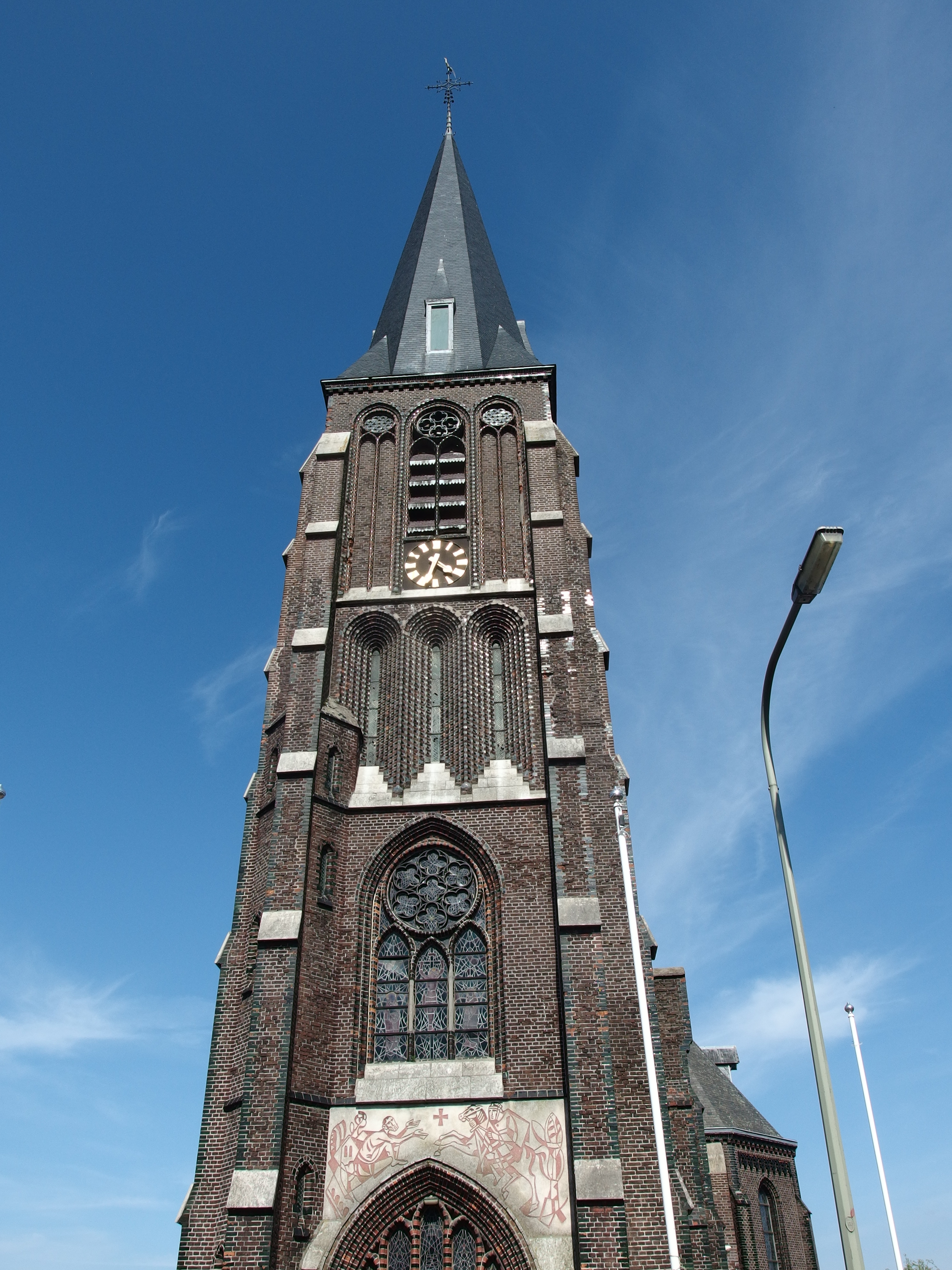
Tour de l’église St-Cornelius.
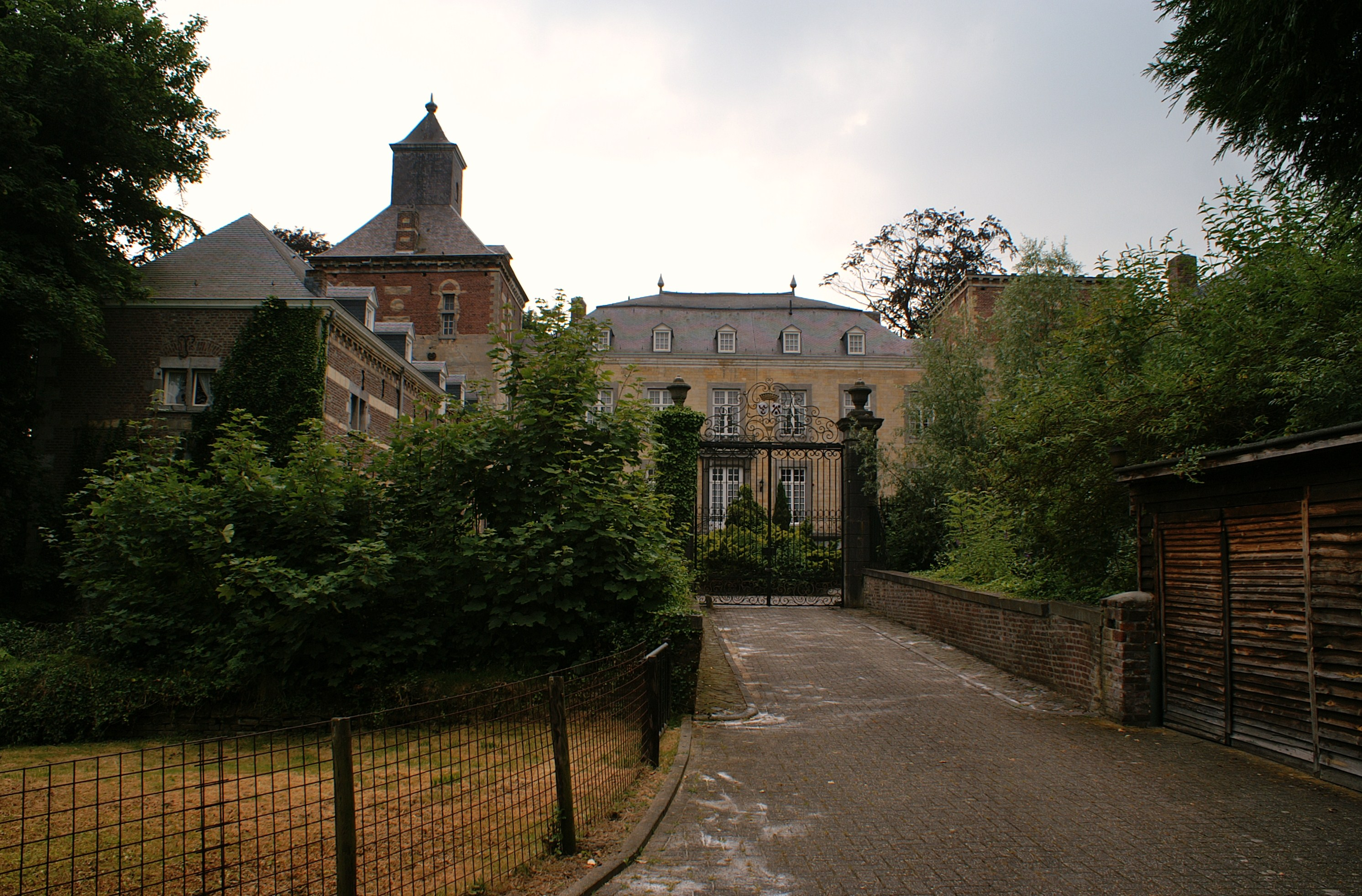
Château de Borgharen.
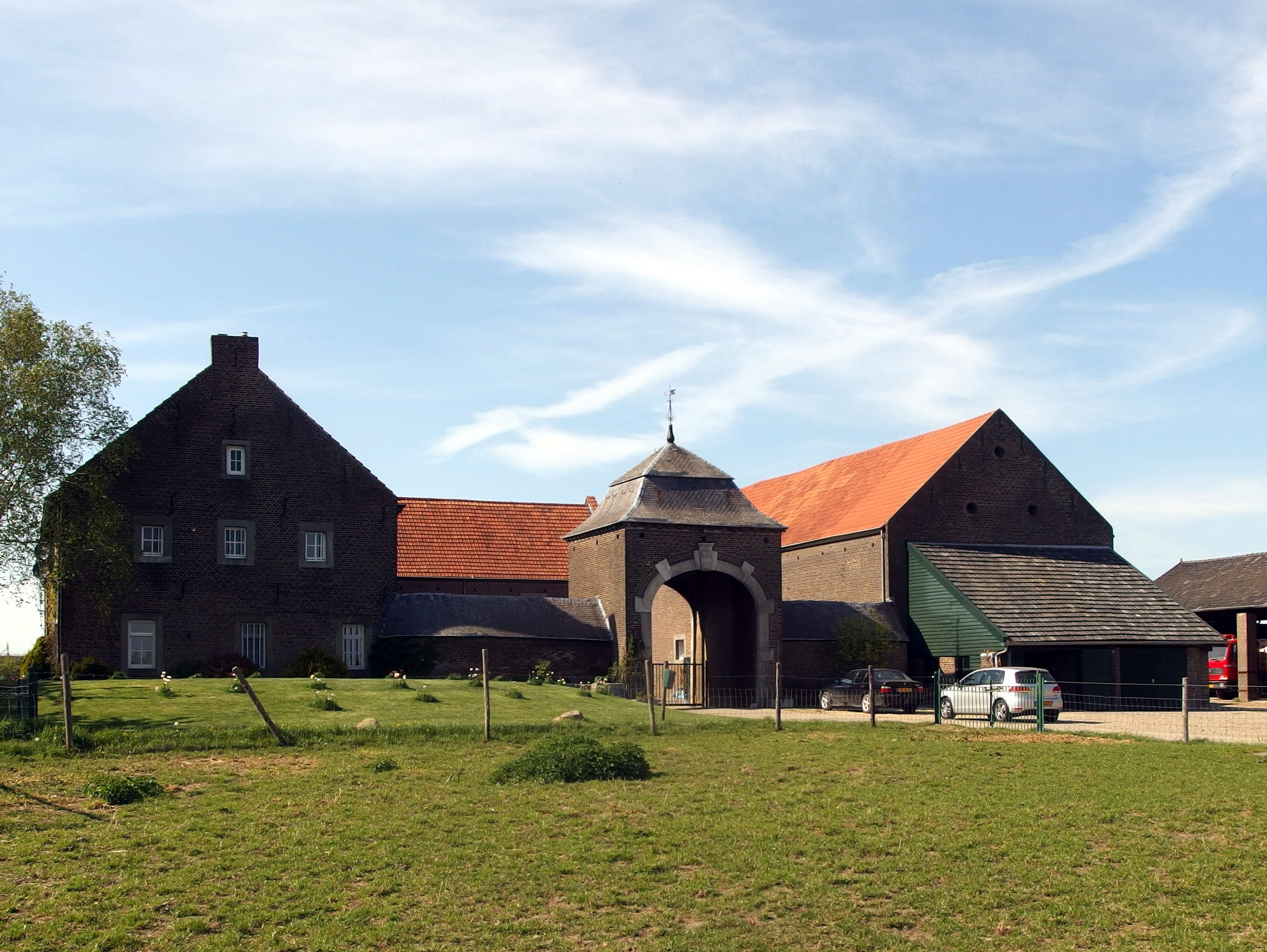
Wiegershof.
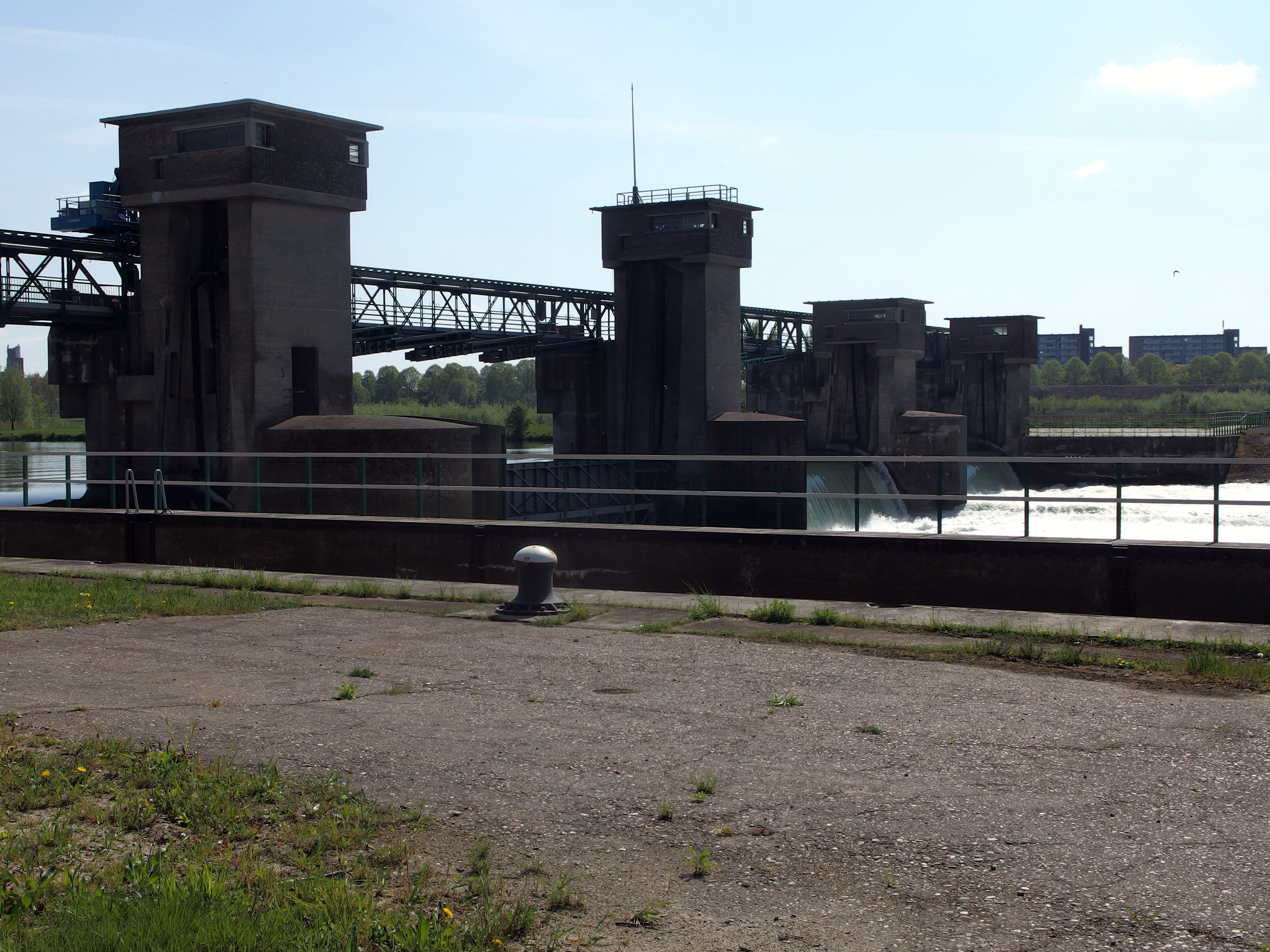
Barrage à Borgharen.

## Sources
- (nl) Cet article est partiellement ou en totalité issu de l’article de Wikipédia en néerlandais intitulé « Borgharen » (voir la liste des auteurs).

## Compléments